# Marcial Valladares Núñez

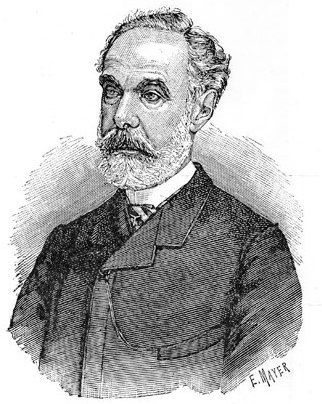
Marcial Valladares Núñez.

Marcial Valladares Núñez (A Estrada,  Galiza,  10 de Junho de 1821 -  20 de Maio de 1903), foi jornalista sobranceiro, escritor e lexicógrafo.
Cursou a carreira de Direito na Universidade de Santiago. Dedicou-se durante algum tempo à atividade política, chegando a ser deputado. Retirou-se em 1866 ao seu lugar natal para se consagrar às letras.

## Obra
É autor de um dicionário galego-castelhano com 11.000 vocábulos, recolhidos entre 1850 e 1884, incluindo como referência 240 cantigas e 460 textos em prosa, na sua maioria literatura popular. Uma das suas composições mais temporãs como poeta leva o título de Suidades. Está escrita em hendecassílabos de tipo sentimental. Apareceram depois, A fonte do Pico Sacro de acento didático, em quintilhas, A castañeira en Santiago, monólogo de certa qualidade. Da sua autoria é também uma série de cantares de tipo popular, que intitulou Vilancosta.
Como romancista vêm ser, cronologicamente, o primeiro do Rexurdimento. Em efeito, a ele deve-se Magina ou a filla espúrea, romance inicial da narrativa galega. Trata-se, pois, de um mérito histórico. Porém, teve mais importância como lexicógrafo que como romancista.